# Thelosia phalaena
Thelosia phalaena är en fjärilsart som beskrevs av William Schaus 1896. Thelosia phalaena ingår i släktet Thelosia och familjen silkesspinnare. Inga underarter finns listade i Catalogue of Life.